# Schwabiska
Schwabiska (Schwäbisch (fil)) är en av de  alemanniska dialekterna av högtyska. Den talas i Schwaben, en region som täcker stora delar av Tysklands sydvästra förbundsland Baden-Württemberg, och dess huvudstad Stuttgart, såväl som den omgivande landsbygden, känd som Schwäbische Alb, och delar av sydvästra Bayern (Bayerska Schwaben). Schwabiska talas även av delar av Donauschwabiska minoriteter i Ungern, forna Jugoslavien (Serbien), Rumänien, och forna Sovjetunionen.

Områden där man talar alemanniska dialekter.
schwabiska

## Beskrivning och karaktär
Dialekten omfattar standardschwabiska, talad i Stuttgart, och en mängd mer utpräglade varianter på landsbygden. Äldre personer kan ofta utläsa vilken ort en person kommer från bara genom att analysera dialekten.
Schwabiska är svårt att förstå för en talare av standardtyska, inte bara  uttalet men också för att den innehåller visst ordförråd som helt skiljer sig från standardtyska. På standardtyska heter jordgubbssylt Erdbeermarmelade, medan det på schwabiska kallas Präschtlingsgsälz.

### Lingvistik
Vissa särdrag som skiljer schwabiskan åt från standardtyskan:
- Ändelsen "-et" används för verb i första person plural. (Till exempel, "vi går" heter mir ganget istället för standardtyska wir gehen.)

- Liksom övriga alemanniska dialekter, uttalas "s" före "t" och "p" som [ʃ] (Till exempel, Fest ("kalas"), uttalas Fesht.)

- Fler ljudförändringar har skett i schwabiskan. Alla klusiler uttalas tonande, vilket tar bort skillnaden mellan 'b' och 'p' liksom 'd' och 't'; en skillnad som görs på standardtyska. I tekniska termer är röstens ansatstid cirka halvvägs mellan där vi förväntar oss den för en tydlig kontrast, mellan tonande och tonlös. För en lekman är denna skillnaden som mest noterbar vid tonlösa stopp, vilket gör dem extremt lika eller oskiljbara från tonande stopp. Till exempel:

```
"t" till "d"
Tasche (väska)     blir  Dasch'
Tag (dag)        blir  Dag 
```

```
"p" till "b"
putsen (putsa) blir  butza
Papa (pappa)        blir Baba
```

- En enkel sak att leta efter är  tillägget av diminutivsuffixet "-le" till många ord.  Med tillägg av "-le" (uttalat /lə/), blir artikeln som hör till substantivet automatiskt "das" på standardtyska. Schwabiska "-le" är detsamma som tyska "-lein" eller "-chen", men hävdas vara mer utbrett i schwabiskan. Ett litet hus (tyska: Haus) heter Häuschen på standardtyska, men Heisle på schwabiska.

```
Zug (tåg)      blir  Zigle
Haus (hus)     blir  Heisle
Kerl (karl)       blir  Kerle
Mädchen (tjej)   blir  Mädle
Baum (träd)      blir  Beemle
I vissa delar används "-la" för plural. (Till exempel kan 
Hausle
 bli till 
Häusla
, 
Spätzle
  blir 
Spätzla
.)
```

Många efternamn i Schwaben slutar med "-le".
- Artiklar (der, die och das) uttalas ofta som "dr", "d" och "s". ( "s Haus" istället för "das Haus")

- "Ch" är ibland utelämnat och ersatt.

```
"ich" blir i
"dich" blir di
"mich" blir mi
```

- Vokaler:

| Tyska                  | Schwabiska      | Exempel (tyska = schwabiska) |
| ---------------------- | --------------- | ---------------------------- |
| kort a IPA: /ä/        | a               | machen = macha               |
| långt a IPA: /ä/       | o               | Schlafen = Schlofa           |
| kort e IPA: /ɛ/        | e               | Mensch = Mentsch             |
| långt e IPA: /eː/      | äa              | Leben = Läaba                |
| kort o IPA: /ɔ/        | o               | Kopf = Kopf                  |
| långt o IPA: /oː/      | au              | hoch, schon = hau, schau     |
| kort ö IPA: /œ/        | e               | können, Köpfe = kena, Kepf   |
| långt ö IPA: /øː/      | e               | schön = sche                 |
| kort i IPA: /ʏ/        | e               | in = en                      |
| långt i (ie) IPA: /yː/ | ia              | Nie = Nia                    |
| kort ü IPA: /ʏ/        | i               | über = iber                  |
| långt ü IPA: /yː/      | ia              | Müde = Miad                  |
| kort u IPA: /ʏ/        | o               | und = ond                    |
| långt u IPA: /yː/      | ua              | Gut = Guat                   |
| ei [aɪ̯]                | oa/oi (mht ei ) | Stein = Stoa/Stoi            |
| ei [aɪ̯]                | ei (mht ī )     | mein = mei                   |
| au [aʊ̯]                | ou              | haus = hous                  |
| eu [ɔʏ̯ , ɔɪ̯]           | ei/ui           | feuer = feijer/fuijer        |

I många områden talas schwabiskan men en unik intonation som finns med även när de med schwabiska som modersmål talar standardtyska.
De tonande klusiler, postaveolara frikativor, och det ihärdiga bruket av diminutiver baserat på "l"-suffix ger dialekten en väldigt "mjuk" och "mild" karaktär, något som upplevs som en skarp kontrast till de "hårdare" tyska dialekterna man talar i norr.

## Klassificering och varianter
Schwabiska räknas som en dialekt av alemanniska, som i sin tur är en av två varianter av högtyska dialekter (den andra är bayerska). ISO 639-3-språkkoden för schwabiska är swg.

Ett märke som lyder: "Vi kan allt. Utom standardtyska."

Den schwabiska dialekten består av flera underdialekter, som i sin tur har sina egna variationer. Dessa underdialekter kan åtskiljas genom deras olika sätt att bilda perfektparticip av 'sein' (att vara) till gwäa och gsei. Gsei-gruppen ligger språkligt närmare de övriga alemanniska dialekterna, såsom schweizertyska. Den kan delas in i sydöstschwabiska, västschwabiska och centralschwabiska.

## Massmedialt erkännande
Baden-Württembergs handelskammare hyllades för sin marknadskampanj med sloganen "Wir können alles. Außer Hochdeutsch." vilket betyder "Vi kan allt. Utom högtyska." Kampanjen var smart i att den ingöt schwabisk stolthet över dialekten och industriella framgångar. Detta är en lättsam anspelning på det faktum att Baden-Württemberg är känt som en av de främsta regionerna i Tyskland när det gäller innovation och även dess utpräglade dialekter.

## Författare som skriver på schwabiska
- Sebastian Sailer (1714–1777)
- August Lämmle (de) (1876-1962)
- Josef Eberle (under namnet Sebastian Blau) (de) (1901-1986)
- Thaddäus Troll (1914–1980)
- Hellmut G. Haasis (född 1942)
- Peter Schlack (de) (född 1943)